# Giovanni Paisiello
Giovanni Gregorio Cataldo Paisiello (Taranto, 9 maggio 1740 – Napoli, 5 giugno 1816) è stato un compositore italiano, uno degli ultimi grandi rappresentanti della scuola musicale napoletana e uno dei più importanti compositori del Classicismo. Figura centrale dell'opera italiana della seconda metà del XVIII secolo, ha contribuito in maniera determinante allo sviluppo dell'opera buffa.
Le opere di Paisiello (se ne conoscono 94) abbondano di melodie, la cui bellezza leggiadra è tuttora apprezzata. Forse la più conosciuta tra queste arie è "Nel cor più non mi sento" dalla Molinara, immortalata anche nelle variazioni di Beethoven e Paganini, interpretata da alcune delle più grandi voci della storia, sia maschili sia femminili. La sua produzione di musica sacra molto ampia, comprende otto messe (tra cui la "Messe composée pour le jour de la proclamation de Sa Majesté Impériale L’Empereur des français Napoléon premier l’an 1804", e la solenne Messa da requiem) oltre a numerosi lavori meno noti: compose anche molta musica strumentale da camera. Manoscritti delle partiture di molte sue opere vennero donate alla biblioteca del British Museum da Domenico Dragonetti.
Oltre all'attività operistica, Paisiello è noto per aver composto Viva Ferdinando il re, adottato nel 1816 come inno nazionale del Regno delle Due Sicilie.
La biblioteca dei Girolamini di Napoli possiede un'interessante raccolta di manoscritti che registrano le opinioni di Paisiello sui compositori a lui contemporanei, e ce lo mostrano come un critico spesso severo, soprattutto del lavoro di Pergolesi.

## Biografia

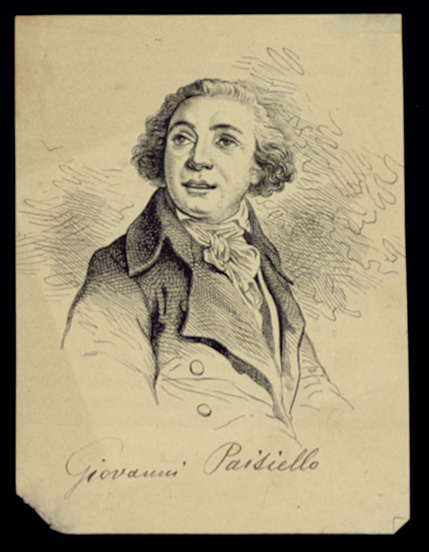
Ritratto di Giovanni Paisiello, compositore (1741-1816), Archivio storico Ricordi

Esponente di primissima fila nelle vicende musicali d'Europa nell'ultimo trentennio del Settecento, Paisiello fece della commedia per musica napoletana un genere sovranazionale; nel contempo, con Nina gettò le basi di un gusto protoromantico che fruttificò nei decenni a venire. I contemporanei e la storiografia musicale ottocentesca gli vollero attribuire la paternità dei nuovi istituti formali introdotti nel dramma per musica. I suoi lavori contribuirono a far convergere la stima e l'interesse degli spettatori coevi non soltanto sul cast, ma anche sul compositore e sulla sua partitura, considerata un prodotto artistico da replicare e da rigustare. 
Nacque a Taranto in piazzetta Monte Oliveto da Francesco Paisiello, eminente chirurgo veterinario al servizio di Carlo III, re di Napoli, e Grazia Fuggiale.
Il nucleo familiare di Francesco Paisiello, ivi compreso il piccolo Giovanni (i fratelli maggiori Porzia e Raffaele erano morti), risiedeva da anni nella casa del cognato sacerdote, Francesco Fuggiale, situata alle spalle del duomo. Come rivela il registro dei battesimi, fu battezzato nel duomo di San Cataldo. All'età di 8 anni entrò al Collegio dei Padri Gesuiti a Taranto con la prospettiva di intraprendere la carriera giuridica; ben presto Giovanni rivelò un eccellente orecchio e notevoli qualità canore; ad accorgersi dei suoi talenti furono non solo i Gesuiti, ma anche il patrizio tarantino Girolamo Carducci Agustini, che convinse Paisiello padre a mandare Giovanni a studiare a Napoli. Francesco Paisiello, tuttavia, non si mostrò subito favorevole alla partenza; nel frattempo Giovanni continuò a studiare con don Carlo Resta, eccellente tenore e maestro di arciliuto. Su questo strumento Giovanni si esercitò assiduamente per due mesi.

### Gli studi a Napoli
Appena tredicenne, Giovanni partì con suo padre per Napoli e andò a studiare musica al conservatorio di Sant'Onofrio (vi fu ammesso l'8 giugno del 1753), dove entrò da convittore e studiò sotto la supervisione dell'allora direttore Francesco Durante, divenendo successivamente suo assistente. Alla morte di Francesco Durante (30 settembre 1755), la direzione dell'istituto passò a Carlo Cotumacci e Girolamo Abos; al perfezionamento di Paisiello nell'arte del contrappunto accudì soprattutto Joseph Doll, unico docente straniero nei conservatori napoletani. 
Divenuto mastricello nel 1759 e compiuti nel genere sacro i primi saggi compositivi, il 5 luglio 1763 Paisiello terminò anzitempo il proprio tirocinio. Non è certo se Paisiello abbia effettivamente composto la consueta operina che la prassi didattica richiedeva agli allievi più meritori quale prova di congedo: nell'abbozzo autobiografico del 1811 egli la menziona, esaltandone il successo riscosso a Napoli e provincia, ma non ne ricorda il titolo. Fatto sta che l'esordio nella carriera operistica avvenne nei teatri emiliani (sembra che per il teatro del conservatorio scrisse alcuni intermezzi, uno dei quali attrasse così tanto l'interesse dell'opinione pubblica che fu invitato a scrivere tre opere per lo Stato Pontificio: La pupilla e Il mondo a rovescio per la città di Bologna e Il marchese di Tidipano per Roma).

### La carriera operistica: l'esordio in Emilia
Giunto a Bologna nell'estate 1763, Paisiello esordì al teatro Rangoni di Modena con l'opera buffa La moglie in calzoni (18 febbraio 1764), un adattamento dell'omonima commedia di Jacopo Angelo Nelli (1727) realizzato da Giuseppe Carafa di Colubrano (costui viene tradizionalmente indicato come il tramite tra il giovane operista e i teatri di Modena e Bologna).
Incerta la datazione delle Virtuose ridicole, inscenate al Ducale di Parma il 18 gennaio 1764 o più probabilmente il 27 aprile 1766. Nel 1764 Paisiello diede due drammi giocosi a Bologna, Il ciarlone (12 maggio, revisione della Pupilla di Antonio Palomba) e I francesi brillanti (24 giugno, libretto di Pasquale Mililotti). Quest'ultimo, ripreso il 7 luglio a Modena, fu apprezzato dalla corte, donde una commissione per il successivo carnevale. A fine 1764 Paisiello fu scritturato dall'impresario del teatro veneziano di San Moisè per L'amore in ballo – andò in scena a metà gennaio 1765, in concomitanza con Madama l'umorista (Modena, 26 gennaio), revisione d'un dramma giocoso di Pietro Alessandro Guglielmi cui Paisiello e un altro anonimo operista aggiunsero dei pezzi nuovi (alcuni presi dall'Amore in ballo) – e per Le nozze disturbate (carnevale 1766): fu questa la prima collaborazione con Caterina Bonafini, poi interprete privilegiata durante il periodo russo.

### Nuove commissioni napoletane
Dopo una sosta a Roma nel febbraio 1766 – al Valle andò in scena l'intermezzo Le finte contesse (una riduzione del fortunato Marchese villano, dramma giocoso di Pietro Chiari) – Paisiello, rientrato a Napoli, ebbe nuove commissioni: in primavera La vedova di bel genio per il Teatro Nuovo, nel carnevale 1767 Le 'mbroglie de le bajasse per il Teatro dei Fiorentini; le due commedie per musica del Mililotti siglarono l'incontro tra Paisiello e il genio vocale e istrionico di Gennaro Luzio e di Antonio e Giuseppe Casaccia. Nella primavera 1767 L'idolo cinese, primizia di una lunga e fruttuosa collaborazione con Giovanni Battista Lorenzi, fece colpo sul pubblico partenopeo per l'inedita mescolanza dei registri stilistici e la suggestiva ambientazione esotica; la corte stessa ne richiese un'immediata ripresa nel proprio teatro, indi in quello di Caserta nel 1768 e di nuovo a Palazzo Reale il 6 aprile 1769 alla presenza di Giuseppe II. Nel giugno 1767 Paisiello esordì al San Carlo con il dramma per musica Lucio Papirio dittatore, di Apostolo Zeno: il favore dei Borbone fu confermato nel 1768 da una seconda commissione (Olimpia, dramma di Andrea Trabucco, 20 gennaio, preceduto dalla cantata L'Ebone, su versi di Saverio Mattei) e dall'incarico di scrivere per il teatro di corte una «festa teatrale» epitalamica su Teti e Peleo (di Giovan Battista Basso Bassi, 4 giugno) per le nozze di Ferdinando IV con Maria Carolina d'Asburgo. 
L'ottimo rapporto con i committenti di corte s'incrinò quando, a fine agosto, Paisiello indirizzò una supplica al sovrano onde evitare il matrimonio con Cecilia Pallini, che si sarebbe finta vedova e risultò sprovvista della dote promessa. La contesa si risolse a favore della donna: un rapporto dell'uditore Nicola Pirelli, inviato al ministro Bernardo Tanucci, comunicò che le nozze furono celebrate il 14 settembre nel carcere di San Giacomo degli Spagnoli, dove Paisiello venne recluso per alcuni giorni appunto per via del mancato impegno matrimoniale. Le vicissitudini prenuziali non incisero però sui ritmi produttivi del musicista, che si mantennero alti fino a fine 1770 (ben otto commedie per musica, testi di Lorenzi, Mililotti e Francesco Cerlone). Risale a quest'anno l'amicizia del musicista con l'abate Ferdinando Galiani, consigliere del Tribunale di commercio, intellettuale brillante e poliedrico, già ambasciatore a Parigi e dotato d'una fitta serie di contatti internazionali.
Tra il 1771 e il 1774 la routine delle commedie in musica (mediamente due all'anno) date al Teatro Nuovo di Napoli su libretti di Cerlone, Mililotti e Lorenzi venne frammezzata da importanti commissioni nei teatri del nord, stavolta nel genere operistico più fastoso, il dramma per musica. Per la corte modenese compose i metastasiani Demetrio, Artaserse e Alessandro nell'Indie (stagioni di carnevale 1771, 1772 e 1774); per il Regio di Torino, Annibale in Torino, dramma di Jacopo Durandi (carnevale 1771; Mozart padre e figlio erano tra il pubblico); per il Teatro delle Dame di Roma, Motezuma di Vittorio Amedeo Cigna-Santi (carnevale 1772); per il Ducale di Milano, Sismano nel Mogol di Giovanni De Gamerra (carnevale 1773, anch'esso ascoltato dai Mozart) e Andromeda di Cigna-Santi (carnevale 1774; in questa occasione Paisiello confezionò i nove quartetti per archi dedicati a Ferdinando di Lorena, arciduca d'Austria). Sul versante comico diede al San Moisè di Venezia L'innocente fortunata di Filippo Livigni (carnevale 1773), prontamente replicata a Napoli e poi su altre quaranta ‘piazze’. Nell'ottobre 1773 Paisiello chiese, senza esito, di poter supplire gratis Giuseppe Marchitti, secondo maestro della Real Cappella, ma pochi mesi dopo la corte riattivò i rapporti con l'operista, commissionandogli Il divertimento de' Numi, «scherzo rappresentativo per musica» di Lorenzi, da recitare in coda all'Orfeo ed Euridice di Gluck nel teatro di Palazzo il 29 gennaio 1774. In quest'anno videro la luce due dei melodrammi paisielliani più acclamati, i primi peraltro esportati a Parigi (rispettivamente nel 1776 alla Comédie-Italienne, in francese, e nel 1778 all'Académie Royale de Musique, in italiano): si trattò della commedia Il duello di Lorenzi (Napoli, Teatro Nuovo, primavera) e del dramma giocoso La frascatana di Livigni (Venezia, Teatro di San Samuele, autunno), poi ripresa 186 volte in Italia e in tutt'Europa, caso senza eguali nel genere buffo settecentesco. Il 1775 si aprì con due commissioni veneziane nel carnevale (il metastasiano Demofoonte al San Benedetto e il dramma giocoso La discordia fortunata al San Samuele) e finì con l'esordio alla Pergola di Firenze (Il gran Cid, dramma di Gioacchino Pizzi, 3 novembre), ma fu soprattutto l'anno del Socrate immaginario, un esilarante capolavoro nato dalla collaborazione con Galiani e Lorenzi, che vi misero in burla l'affettata infatuazione erudita per la cultura greca osservata in tanti parvenu dell'intellettualità partenopea. 
Non sono stati chiariti i motivi per i quali, dopo cinque acclamatissime repliche nel Teatro Nuovo, Ferdinando IV, fattosi recitare il Socrate a Palazzo Reale (23 ottobre), ne vietò poi le rappresentazioni. Si è ritenuto che la censura regia abbia inteso così tutelare dall'«indiscreta» satira il dotto Saverio Mattei, indefesso cultore dei classici e, come Socrate, afflitto da un non sereno coniugio, oppure si trattò di una cabala ordita dall'impresario dei Fiorentini ai danni di quello del Nuovo. Socrate fu comunque percepito dagli spettatori coevi come il modello innovativo d'una drammaturgia comica che, nell'ibridare i registri linguistici convenzionalmente spettanti ai diversi ranghi (i nobili, i mezzi caratteri, i buffi), potenziò di riflesso le responsabilità espressive attribuite alla composizione musicale. La riuscita integrazione del coro – in una flagrante caricatura della scena infernale dell'Orfeo di Gluck, dato l'autunno prima al San Carlo in forma di ‘pasticcio' – e l'espansione dei pezzi concertati si aggiungono allo spirito parodistico che pervade l'intera la commedia, manifesto tanto nei dettagli – l'aria di Donna Rosa «Se mai vedi quegli occhi sul volto | diventarti due grossi palloni …» è la beffarda parafrasi d'un'aria famosa nella Clemenza di Tito del Metastasio («Se mai senti spirarti sul volto | lieve fiato che lento s'aggiri …»); mentre l'episodio della finta morte del novello Socrate (nel finale II) poneva in ridicolo i tableaux lagrimevoli delle opere serie modellate secondo il gusto gluckiano – quanto nell'assunto paradossale, che si rifà al Don Chisciotte di Cervantes, soggetto peraltro già verseggiato da Lorenzi e intonato da Paisiello nel Don Chisciotte della Mancia.

### Il periodo russo alla corte di Caterina II
Nel 1776, conclusi gli impegni di carnevale con i teatri di Roma (Le due contesse di Giuseppe Petrosellini al Valle, riallestita in un quindicennio 63 volte, e La disfatta di Dario del duca Carlo Diodato Morbilli all'Argentina) e di primavera col teatro Nuovo di Napoli (Dal finto il vero di Saverio Zini), Paisiello aprì un contenzioso con l'impresario del S. Carlo, Gaetano Santoro, nell'intento di rescindere il contratto per un'opera nuova, e ciò al fine di poter accettare l'incarico triennale di direttore musicale degli spettacoli alla corte della zarina Caterina II di Russia nella neonata San Pietroburgo (con un salario di 9 000 rubli annui). 
La scelta della zarina era caduta su Paisiello non solo a motivo della segnalazione del barone Friedrich Melchior von Grimm, a sua volta influenzato dall'amante Louise d'Épinay, corrispondente e amica di Galiani, ma anche per l'interessamento palesato a pro dell'operista pugliese dall'imperatore Giuseppe II, la cui politica teatrale esercitò un chiaro influsso su quella pietroburghese. Invalidato il contratto col S. Carlo in quanto privo della controfirma del sovrano, il ministro Tanucci consegnò il passaporto a Paisiello, che partì alla volta delle Russie il 29 luglio con la moglie. Durante la breve sosta viennese nel tardo agosto 1776, oltre a incontrare di persona il Metastasio, l'ormai maturo operista, ricoperto d'applausi al termine d'una recita della Frascatana al Nationaltheater, prese piena coscienza del successo internazionale arriso alle sue opere. A fine settembre giunse nella capitale dell'impero russo. Divenne subito insegnante di musica della granduchessa Maria Fjòdorovna, consorte dell'erede al trono e destinataria del concerto per clavicembalo in Fa maggiore e di un'antologia pianistica di rondò e capricci. Il principe Grigorij Aleksandrovič Potëmkin gli commissionò varie composizioni, tra cui la serenata La sorpresa degli dei (libretto di Giovanni Battista Locatelli) per festeggiare la nascita del granduca Alessandro (23 dicembre 1777).
Il novello compositore di corte si dedicò per un anno intero a una tipologia di opera seria arricchita di inserti corali e coreutici consoni al contesto imperiale. Dalla collaborazione col librettista di corte Marco Coltellini nacquero la revisione della metastasiana Nitteti (28 gennaio 1777; date secondo il calendario gregoriano) e l'azione teatrale Lucinda e Armidoro (autunno 1777). 
Fu probabilmente sempre Coltellini, poco prima dell'ictus che lo uccise il 27 novembre 1777, a rimodellare il metastasiano Achille in Sciro (6 febbraio 1778) in direzione di un ipertrofismo spettacolare che puntava sul fascino dei balli ‘analoghi’ (ossia correlati al dramma) ideati da Gasparo Angiolini.
Il 24 luglio 1778, col pasticcio di Giambattista Casti Lo sposo burlato, Paisiello fece conoscere le pagine più gustose del Socrate immaginario, osservando però la contrazione cronometrica imposta da Caterina II alla durata degli spettacoli. Nel 1779, anno del rinnovo triennale del servizio presso la zarina, notevolmente incrementato sul piano retributivo, il ritmo compositivo di Paisiello restò allentato: rispetto all'impegno della prima sua opera buffa composta ex novo in Russia – I filosofi immaginari di Bertati, dati il 14 febbraio e accolti con successo straripante – i lavori destinati ai teatri delle residenze imperiali occuparono l'operista in misura assai minore: il Demetrio (reggia estiva di Carskoe Selo, 12 giugno) depone lo sfarzo spettacolare dei precedenti allestimenti metastasiani e Il matrimonio inaspettato (per l'apertura del teatro privato del granduca Paolo nel palazzo Kamennoostrovskij, 1º novembre) fu una modesta, ma assai fortunata, operina di quattro personaggi che attingeva di nuovo segmenti dal testo dell'abate Chiari già messo a frutto nelle Finte contesse del 1766. Il 5 giugno 1780 Giuseppe II, ospite di Caterina II in incognito (come ‘conte di Falkenstein’), a Mogilëv (l'odierna Mahilëŭ, nella Russia Bianca) ascoltò con interesse La finta amante (operina di tre personaggi ricavata dal libretto, anonimo, dell'intermezzo Don Falcone del 1748, già reso celebre da un'intonazione di Jommelli nel 1754) e una replica dei Filosofi immaginari, chiedendo all'ambasciatore austriaco Johann Ludwig Cobenzl di averne le partiture per riproporle a Vienna in forma di Singspiel. Dopo un ultimo prodotto in ambito serio – l'azione teatrale metastasiana Alcide al Bivio data all'Ermitage il 6 dicembre 1780 – Paisiello effettuò un primo invio di copie delle sue opere ‘russe’ destinate alla corte di Napoli (poi accuratamente raccolte a Napoli da Giuseppe Capecelatro, arcivescovo di Taranto, su invito di Galiani). A partire dal gennaio 1781 infatti Paisiello scrisse più volte a Galiani per saggiare le possibilità d'un impiego stabile alla corte dei Borbone e per pregarlo di indurre la granduchessa Maria Fëdorovna a perorare, nei giorni del suo soggiorno napoletano (febbraio 1782), la sua causa presso i sovrani (ai quali fece pervenire una copia dell'Alcide al bivio e il gruppo di 27 duetti sulle canzonette metastasiane La libertà e Palinodia a Nice).
A differenza delle opere di Piccinni, che dopo la partenza per Parigi (1776) si diradarono fino a quasi scomparire dai teatri italiani, quelle di Paisiello negli anni del soggiorno pietroburghese conobbero una circolazione assai fitta. Mentre L'innocente fortunata, La frascatana, La discordia fortunata e Le due contesse mietevano il consenso dei pubblici italiani e delle corti europee, Paisiello riproponeva alla zarina i drammi giocosi più riusciti: a Pietroburgo nel 1778 Le due contesse e nel 1780 L'idolo cinese e La frascatana; a Carskoe Selo ancora L'idolo cinese nel 1779 e Il duello, ridotto a un solo atto, nel 1782. Nel contempo a Napoli la fama di Paisiello si consolidò con la ripresa al S. Carlo della Disfatta di Dario (1777), e poi del Matrimonio inaspettato alla corte di Portici nel giugno 1781.
Il biennio 1781-82 segnò un forte stallo nella composizione di melodrammi, dovuto non tanto agli impegni sul fronte strumentale (il concerto per clavicembalo in Do maggiore e i sedici divertimenti per fiati), quanto all'assenza di un librettista italiano in loco, cui sopperì dapprima ripescando La serva padrona di Gennaro Antonio Federico – l'intermezzo buffo che, musicato da Pergolesi nel 1733, aveva poi fatto il giro d'Europa – allestita a Carskoe Selo il 10 settembre 1781. Il barbiere di Siviglia (Ermitage, 26 settembre 1782), intonato su una riduzione della commedia di Beaumarchais condotta da un autore ignoto (forse non italofono), rappresentò la gloriosa epitome della permanenza in Russia.
A ben vedere, in questa partitura non si scorge un rinnovamento stilistico significativo: la sintassi paratattica, che inanella una ricca varietà di figurazioni orchestrali, e la grammatica iterativa, che intesse moti perpetui funzionali alla declamazione sillabica, economizzano all'estremo l'invenzione armonica e melodica, esaltando però nel contempo la flagranza gestuale dell'azione scenica. La musica paisielliana, qui come nelle opere buffe precedenti e successive, mantiene infatti sia nell'espressione canora sia nel tessuto orchestrale un carattere funzionale rispetto alla corporea immediatezza del movimento teatrale. Del resto, se davvero l'opera avesse esibito la complessità melodrammaturgica che la tradizione critica, suggestionata dalla prossimità con Le nozze di Figaro di Mozart e con l'opera buffa di Rossini, le ha voluto tributare, le compagnie comiche minori nei teatri di provincia nostrani difficilmente l'avrebbero potuta allestire. Degna di nota è semmai l'orchestrazione, che impasta archi e legni (clarinetti compresi) con una sensibilità coloristica ancora inesplorata, così come la distribuzione dei numeri chiusi, curata dallo stesso musicista, tanto rispettosa dell'impianto originario di Beaumarchais quanto eccentrica se relazionata alle convenzioni invalse (il Barbiere paisielliano, fra l'altro, è una delle pochissime opere comiche coeve con un solo ruolo femminile). Non va infine dimenticato che l'idea di musicare la recente pièce francese – era stata recitata il 2 luglio 1780 nel teatro pietroburghese al Ponte rosso dai Petits Comédiens du Bois de Boulogne – scaturì dalla sua perfetta congenialità alle parti della compagnia vocale: due buffi caricati, un tenore nobile e una donna di mezzo carattere.
La difficoltà di comprensione del testo in italiano da parte dell'uditorio russo stimolò Paisiello a una scrittura musicale più ricca, in particolare nella ricerca del colore orchestrale e dell'espressività delle melodie.

### A Napoli per Ferdinando IV passando per Vienna
Le mai sopite velleità di tornare a Napoli con la garanzia di un impiego a corte conobbero una svolta decisiva tra il 16 e il 19 agosto 1783, quando il Comitato della direzione dei teatri imperiali nominò Paisiello ispettore degli spettacoli seri e buffi. Il violento rifiuto opposto dal musicista a un incarico che lo avrebbe gravato d'una serie di oneri non retribuiti rischiò di condurlo in carcere. L'adattamento del goldoniano Credulo deluso col titolo Il mondo della luna (opera inaugurale del teatro Kamennyj di Pietroburgo, 5 ottobre) siglò l'ultimo melodramma di Paisiello per la corte russa, che egli lasciò il 5 febbraio 1784, dopo aver ottenuto già l'8 dicembre 1783 il permesso di congedo per risolvere – questo il pretesto – i problemi di salute della moglie. Del 9 dicembre 1783 è invece la lettera che Antonio Pignatelli principe di Belmonte, maggiordomo maggiore, indirizzò da Caserta al consigliere della deputazione dei teatri di Napoli, per confermare la nomina di Paisiello a compositore della musica dei drammi della corte a titolo meramente onorifico.
Durante il viaggio di ritorno Paisiello soggiornò alla corte polacca di Stanislao II Augusto Poniatowski fino all'aprile 1784 (a Varsavia fece ascoltare la metastasiana Passione di Gesù Cristo), in attesa che Giuseppe II rientrasse a Vienna. L'operista tarantino giunse a Vienna il 1º maggio, e già quattro giorni dopo riferiva per lettera a Galiani il progetto d'intonare per il teatro di corte un dramma eroicomico del poeta Cesareo Casti. Il re Teodoro in Venezia, questo il titolo dell'opera che trae spunto dal capitolo XXVI del Candide di Voltaire, andò in scena il 23 agosto senza peraltro entusiasmare il pubblico che, a detta del cronista Karl von Zinzendorf, ne disapprovò la lunghezza (negativo fu pure l'esito d'una successiva ripresa, l'11 ottobre, con un diverso cast). Anche Mozart assistette a quest'opera e probabilmente aveva già avuto modo di ascoltare Il barbiere di Siviglia l'anno precedente; influenze del maestro napoletano risultano evidenti ne Le nozze di Figaro e in Don Giovanni). 
Russo (1998) e Gallarati (2007) hanno voluto vedere nel Re Teodoro un riflesso di taluni ideali della riforma drammatica vagheggiata da Giuseppe II, quali il gusto per il dramma borghese di Diderot e Lessing, e la recitazione concitata del teatro shakespeariano introdotta a Vienna dall'attore Friedrich Ludwig Schröder (sul modello di Garrick), «copiata e quasi quasi rasentata» – disse l'imperatore – dal cantante Francesco Benucci (cfr. Joseph II als Theaterdirektor, a cura di R. Payer von Thurn, Wien 1920, p. 35), che nell'opera di Paisiello tenne la parte del locandiere Taddeo (fu poi Figaro nelle Nozze di Mozart). Si osservano, è vero, svariati bozzetti corali, enormi finali a catena (quello dell'atto I termina curiosamente col graduale rientro tra le quinte di tutti i personaggi), recitativi obbligati assai fluidi: ma si trattò tutto sommato di elementi accessori, episodici discostamenti dagli standard consueti dell'opera buffa, che nell'insieme Paisiello ricalcò puntualmente, lasciando come sempre libero campo alla verve istrionica dei cantanti.
Dopo aver rappresentato Il Re Teodoro a Vienna, giunto a Napoli sul finire dell'ottobre 1784 si mise al servizio di Ferdinando IV. Paisiello subito attese alla composizione dell'Antigono metastasiano per il S. Carlo (12 gennaio 1785). In seguito al successo dell'opera, che segnò l'inizio d'un lungo percorso di rinnovamento stilistico del dramma per musica, il musicista chiese e ottenne dal re (7 marzo) una pensione fissa di 100 ducati mensili, privilegio mai concesso ad altri colleghi. La tranquilla situazione lavorativa – doveva risiedere a Napoli e comporre annualmente un dramma serio per il S. Carlo – propiziò una ritrovata operosità e una netta maturazione stilistica. Nel 1787 – in quest'anno Paisiello fu nominato anche maestro della Real Camera, con un onorario supplementare di 240 ducati annui – il Pirro, dramma di De Gamerra (S. Carlo, 12 gennaio; conobbe 31 nuovi allestimenti), realizzò un'autentica svolta nella morfologia del dramma per musica, aperta all'adozione di ampi brani concertati dall'accentuato patetismo (e in questo assai dissimili dai concertati invalsi nell'opera buffa) nonché allo sfruttamento intensivo delle potenzialità connotative dell'orchestra. L'ultima fase creativa dell'operista Paisiello fu prevalentemente rivolta al versante serio. Nondimeno, grazie alla perfetta intesa con la scrittura scenica di Lorenzi e di Giuseppe Palomba, il teatro dei Fiorentini poté ancora acclamare due delle sue migliori commedie per musica, La modista raggiratrice (autunno 1787) e L'amor contrastato (autunno 1788, più noto col titolo La molinara), ricche di lepidezze parodistiche e, soprattutto, di una complessità nuova nel rapportare le forme musicali all'azione scenica. A intervallare questo estremo e felice ritorno al linguaggio comico delle origini vi fu Fedra (1º gennaio 1788, libretto di Luigi Bernardo Salvoni): l'uso dei cori, i balli analoghi, gli ampi recitativi obbligati e le scene oltretombali nel finale I rappresentarono un palese omaggio alla drammaturgia di tipo gluckiano.
Con Nina ossia La pazza per amore (Belvedere di S. Leucio, 25 giugno 1789) Paisiello fu l'artefice primario di una profonda metamorfosi nei meccanismi ricettivi dello spettacolo d'opera, orientandoli verso forme di ascolto simpatetico. 
La «commedia d'un atto in prosa ed in verso» di Benoît-Joseph Marsollier (Parigi 1786), tradotta da Giuseppe Carpani per la ripresa dell'autunno 1788 nel teatro di corte di Monza con le musiche originali di Nicolas-Marie Dalayrac, fu ritoccata da Lorenzi per essere offerta ai sovrani napoletani nella nuova veste sonora confezionata da Paisiello. Ai Fiorentini di Napoli, nell'autunno 1790, venne data in una versione in due atti, sempre mista di canto e recitazione, mentre nel carnevale 1794 a Parma (La pazza per amore) vennero aggiunti dei recitativi cantati: in questa forma l'opera rimase in cartellone in tutt'Europa fino addentro all'Ottocento. Significativa per l'uso pervasivo dei cori e per la drammaturgia capace di mescolare il serio e il comico, Nina apparve come il prodromo d'un filone melodrammatico romantico imperniato su un'eroina dalla psiche instabile, ruolo che richiedeva un'estrema perizia d'attrice prima ancora che canora (fu infatti un cavallo di battaglia di primedonne insigni, come Anna Morichelli, Brigida Banti, Teresa Belloc-Giorgi, Giuditta Pasta).
Nel 1789 compose una Missa defunctorum per il principino Gennaro Carlo Francesco di Borbone, morto di vaiolo nel gennaio di quell'anno.
Nulla delle sottigliezze drammatiche e compositive di Nina traspare dai coevi Zingari in fiera (un collage di lazzi e situazioni topiche dato al teatro del Fondo il 21 novembre); tuttavia l'opera riscosse un successo internazionale fino agli anni venti dell'Ottocento, pari a quello della Locanda (Londra, Pantheon, 16 giugno 1791, poi ripresa nel carnevale seguente ai Fiorentini di Napoli come Il fanatico in berlina), che di fatto fu l'ultimo dramma giocoso di Paisiello: nell'Inganno felice (Giuseppe Palomba; Napoli, Fondo, inverno 1798), scritto a più mani, l'apporto paisielliano fu minimo. Un autentico sperimentalismo drammaturgico esibirono invece sia l'opera inaugurale della Fenice di Venezia, I giuochi d'Agrigento (16 maggio 1792, dramma per musica del conte Alessandro Pepoli), sia Elfrida (4 novembre 1792) ed Elvira (12 gennaio 1794), «tragedie per musica» ideate per il S. Carlo dall'anziano Ranieri Calzabigi. Arie «quasi tutte parlanti» intessute di metri variabili, duetti e terzetti a profusione, «pezzi concertati» (ossia, per dirla col poeta, «spezie di cori» ove «cantano principalmente i personaggi in passione»; cfr. Robinson, I, 1999, pp. 515 s.), monologhi e diverbi su recitativo obbligato: furono queste le risorse, poetiche e musicali, adibite a una resa fluida dell'azione teatrale, sia nell'impianto complessivo del dramma, sia entro il singolo numero chiuso.
Paisiello conquistò l'attenzione della committenza aristocratica e della corte: alla Nuova Accademia degli amici era stata destinata la cantata Il ritorno di Perseo (Luigi Serio, 6 ottobre 1785) e alla Nobile Accademia di dame e cavalieri la «favola boschereccia» Amor vendicato (Antonio Di Gennaro, 30 giugno 1786); la cantata Il genio poetico appagato (Giuseppe Pagliuca) inaugurò il teatro di S. Ferdinando il 17 agosto 1790; la «festa teatrale» La Daunia felice (Francesco Paolo Massari) fu data a Foggia 25 giugno 1797 per festeggiare le nozze del principe Francesco con l'arciduchessa d'Austria. Il compositore si stagliò dunque di netto su tutti gli altri operisti napoletani, specialmente quando, nel 1796, divenne maestro di cappella in duomo, nomina che lo necessitò a incrementare la produzione sacra. L'agio del compositore fu sconvolto dagli eventi storici: quando il 21 dicembre 1798 la corte riparò in Sicilia per sottrarsi all'invasione francese, Paisiello non si unì ai realisti, fiducioso che la propria fama lo avrebbe esaltato agli occhi di qualsiasi governo; e difatti il 4 maggio 1799 fu nominato maestro di cappella nazionale dell'effimera Repubblica Napoletana (23 gennaio - 8 luglio). Al ritorno dei Borbone, Paisiello giustificò la mancata partenza per la Sicilia adducendo il pretesto della malattia della moglie, ma le due petizioni di reintegro nei suoi offici musicali ebbero effetto soltanto il 7 luglio 1801.
Negli anni 1780 ebbe come allievo il musicista francese Domenico Della Maria, virtuoso mandolinista, che divenne poi un operista affermato a Parigi.

### Parigi e Napoleone
Ragioni diplomatiche derivate da cambiamenti politici e dinastici spiegano il trasferimento dell'ex-maestro di cappella reale a Parigi (vi giunse il 24 aprile 1802), finalizzato all'organizzazione dei fasti del primo console. L'infatuazione di Napoleone per Paisiello risaliva al 1797, anno della Musica funebre commissionatagli da Bonaparte stesso per onorare il generale Lazare Hoche, e crebbe nei due anni di permanenza del maestro a Parigi. Napoleone lo trattò magnificamente, più di altri compositori, come Luigi Cherubini e Etienne Méhul, verso i quali il nuovo favorito trasferì la malevolenza che aveva precedentemente riservato a Cimarosa, Guglielmi e Piccinni (Paisiello dirigeva la musica di corte alle Tuileries con uno stipendio di 10 000 franchi, oltre a 4 800 per vitto e alloggio). Paisiello era tenuto in alta considerazione da Napoleone, tanto che appena arrivato a Parigi gli chiese immediatamente di scrivere un'opera "come si usa in Francia", una tragédie lyrique, genere al quale il compositore della corte napoletana non era avvezzo. Riuscì nell'incarico ma da par suo, realizzando un'opera dalla bellezza musicale quasi disarmante, nonostante che il turgore della vicenda – il mito di Proserpina rapita da Ade/Plutone e fatta sua sposa a dispetto di Demetra/Cerere – avesse teoricamente richiesto un nerbo compositivo più deciso. La tragédie lyrique che avrebbe dovuto consacrare l'operista tarantino agli occhi dei parigini, Proserpine (Nicolas-François Guillard; Opéra, 29 marzo 1803), non ebbe tuttavia felice incontro, sia per il non sempre impeccabile possesso della prosodia francese, sia per la condotta armonica e melodica, che ai francesi dovettero apparire scialbe e ripetitive.

### Il definitivo rientro nella Napoli di Giuseppe Bonaparte e Murat
Mal ambientatosi nel difficile ambiente musicale parigino, riconosciuto in Jean-François Lesueur un degno sostituto, Paisiello ripartì per Napoli verso fine agosto 1804, dopo aver composto una Missa solemnis e riciclato un Te Deum del 1791 da usare per l'incoronazione di Napoleone in Notre Dame (2 dicembre). Per non perdere la stima e i lauti emolumenti dell'imperatore, Paisiello inviò poi con regolarità a Parigi un gran numero di brani sacri e una nuova composizione celebrativa per il genetliaco di Napoleone. 
In questo periodo ebbe un rapporto stretto di amicizia con fra Egidio Maria di San Giuseppe, salito nel 1796 alla gloria degli altari, che era suo conterraneo. Fra i discepoli di Paisiello va poi ricordato anche il musicista patriota Piero Maroncelli.
Nella Napoli di Giuseppe Bonaparte e di Gioacchino Murat (1806-1815), insignito di svariate onorificenze (Legion d'onore e accademico di Lucca, luglio 1806; accademico d'Italia, maggio 1807; cavaliere dell'Ordine reale delle Due Sicilie, maggio 1808) e della direzione del nuovo Collegio di musica (con Giacomo Tritto e Fedele Fenaroli; dicembre 1806), beneficiario d'una pensione annua di 1 000 franchi, Paisiello si congedò dalle scene teatrali con I pittagorici, un dramma d'un sol atto di Vincenzo Monti (S. Carlo, 19 marzo 1808) che commemorava le vittime della repressione del 1799: questo fu il vero motivo della rottura definitiva con la corte borbonica, tornata sul trono il 9 giugno 1815. 
Rimasto vedovo da poco (23 gennaio 1815), privo degli onorari provenienti da Parigi e da Pietroburgo, Paisiello trascorse l'ultimo anno di vita in solitudine nel vano tentativo di risollevare a palazzo la propria reputazione.
Morì a Napoli per blocco intestinale il 5 giugno 1816 nella casa in via Concezione a Montecalvario n. 48 (dov'è stata apposta una lapide), che aveva preso in affitto fin dal 1811, assistito dalle sorelle Maria Saveria e Ippolita. 
Una selezione delle sue musiche sacre accompagnò il solenne funerale nella chiesa di S. Maria Nova, cui parteciparono le massime cariche musicali cittadine.
È sepolto nella chiesa di Santa Maria Donnalbina in una tomba scolpita nel 1817 da Angelo Viva, sormontata da un bel profilo marmoreo e con l'iscrizione: IOANNI PAISIELLO / TARENTINO / MARIA ET IPPOLITA / FRATRI INCOMPARABILI / LUGENTES / OBIIT DIE V IUNII MDCCCXVI.

## Omaggi
A Giovanni Paisiello sono stati omaggiati diversi luoghi e tradizioni nella sua città di origine, ovveroTaranto:
- Il Giovanni Paisiello Festival[6] a partire dal 2003, voluto fortemente dalla associazione "Amici della Musica" della città, per valorizzare l'artista originario della città di Taranto;
- Il Conservatorio della città, sito in via Duomo.[7]

Inoltre a Lecce, dal 1870, gli è stato intitolato il teatro più antico della città, "Teatro Paisiello".

## Discografia
2017
- La Semiramide in Villa | Orchestra del Giovanni Paisiello Festival, Direttore: Giovanni Di Stefano (Carolina Lippo[9], Irene Molinari, Fabio Perillo, Pasquale Arcamone) [BONGIOVANNI, Taranto, XII Edizione del Giovanni Paisiello Festival - 2014]

2013
- Le finte contesse | Orchestra Barocca La confraternita de' Musici, Direttore al cembalo: Cosimo Prontera (Maria Luisa Casali, Antje Rux, Alessandro Scotto di Luzio, Andrea Bonsignore) [BONGIOVANNI, Taranto, IX Edizione del Giovanni Paisiello Festival - 2011]
- Il Re Teodoro in Venezia | Orchestra e Coro del teatro La Fenice, Direttore: Isaac Karabtchevsky  Interpreti:Re Teodoro : Andre COGNET, Gafforio : Stuart  KALE ,Belisa: Emanuela BARAZIA, Taddeo: Fabio PREVIATI ,Lisetta :Rachele STANISCI  [DISQUES DOM] Edizione Mondo Musica -LA FENICE MFON 20121 .

2011
- Complete Piano Concertos | Orchestra da camera di Santa Cecilia, Pianoforte: Pietro Spada [Brilliant Classics]
- Socrate immaginario | Orchestra Sinfonica RAI di Napoli | Direttore: Franco Caracciolo (Italo Tajo, Don Tammaro - Jolanda Gardino, Donna Rosa - Lydia Marimpietri, Emilia - Luigi Alva, Ippolito - Sesto Bruscantini, Antonio - Angelica Tuccari, Cilla - Renato Capecchi, Calandrino - Elena Rizzieri, Lauretta) [Historische Tondokumente, LINE MUSIC GMBH]

2009
- Concerti per pianoforte nº1, nº3, nº5 | Campania Chamber Orchestra, Pianoforte: Francesco Nicolosi | Direttore: Luigi Piovano [NAXOS]
- Gli astrologi immaginari | Coro e Orchestra della Radiotelevisione della Svizzera Italiana, Direttore: Bruno Rigacci (Carmen Lavani, Clarice - Angela Vercelli, Cassandra - Giancarlo Montanaro, Giuliano - Teodoro Rovetta, Petronio) [NUOVA ERA INTERNAZIONALE]

2008
- I Giuochi d'Agrigento | Orchestra Internazionale d'Italia, Direttore: Giovanni Battista Rigon - Festival della Valle d'Itria di Martina Franca (Marcello Nardis, Eraclite - Razek François Bitar, Clearco - Maria Laura Martorana, Aspasia - Mara Lanfranchi, Egesta - Vincenzo Taormina, Cleone) [DYNAMIC]
- Il barbiere di Siviglia | Orchestra da camera del Giovanni Paisiello Festival, Direttore: Giovanni Di Stefano (Mirko Guadagnini, Conte d'Almaviva - Donato Di Gioia, Figaro - Stefania Donzelli, Rosina - Maurizio Lo Piccolo, Don Bartolo - Paolo Bordogna, Don Basilio) [BONGIOVANNI, Festival Paisiello, Teatro Orfeo di Taranto 2005]

2007
- Passio di San Giovanni | Vocalconsort Berlin, Direttore: Werner Ehrhardt [WDR CAPRICCIO]
- La Passione di Gesù Cristo | I Barocchisti, Direttore: Diego Fasolis (Roberta Invernizzi, Pietro - Alla Simoni, Maddalena - Luca Dordolo, Giovanni - José Fardilha, Giuseppe d'Arimatea) [CPO, Lugano, Auditorio Stelio Molo RSI, 2001]
- La Daunia felice | Collegium Musicum del Conservatorio U. Giordano di Foggia, Direttore: Federico Guglielmo (Lombardi, De Liso, Dordolo, Zanasi) [DYNAMIC]

2006
- Gli astrologi immaginari | Orchestra e Coro del Giovanni Paisiello Festival, Direttore: Lorenzo Fico (Stefania Donzelli, Tiziana Spagnoletta, Donato Di Gioia) [BONGIOVANNI, Giovanni Paisiello Festival]

2005
- Kammermusik für Bläser | Italian Classical Consort, Direttore: Luigi Magistrelli [BAYER]

2004
- La frascatana | Orchestre de chambre de Genève, Direttore: Franco Trinca (Katia Velletaz, Violante - Valery Tsarev, Nardone - Michele Govi, Don Fabrizio - Laurent Dami, Cavalier Giocondo - Letizia Sperzaga. Donna Stella - Alexandre Diakoff, Pagnotta - Carmela Calvano Forte, Lisetta) [BONGIOVANNI]
- Lo sposo burlato | Orchestra Teatro e/o Musica, Direttore: Paolo Paroni (Luciano Di Pasquale, Don Totoro - Patrizia Cigna, Lesbina - Nunzia Santodirocco, Lisetta - argherita Pace, Lindoro - Vito Martino, Valerio) [BONGIOVANNI, Teatro Civico di Sassari - 1998]
- Piano Concertos nº 2 and nº4 | Collegium PhilharmonicumChamber Orchestra, Direttore: Gennaro Cappabianca - Pianoforte: Francesco Nicolosi [NAXOS]
- Pulcinella vendicato | Cappella de' Turchini, Direttore: Antonio Florio (Giuseppe De Vittorio, Roberta Invernizzi) [OPUS 111]
- Proserpine | Orchestra Internazionale d'Italia, Direttore: Giuliano Carella (Sara Allegretta, Piero Guarnera, Maria Laura Martorana) [DYNAMIC]

2003
- L'osteria di Marechiaro | Orchestra La Camerata di Mosca, Direttore: Domenico Sanfilippo (Gina Longobardo Fiordaliso, Lorna Windsor, Renzo Casellato, Ernesto Palacio, Mauro Buda, Valeria Baiano, Giancarlo Tosi, Gennaro Sica, Leslie Poleri) [BONGIOVANNI]
- Il mondo della luna | Orchestra dei giovani del Conservatorio "Claudio Monteverdi" di Bolzano, Direttore: Fabio Neri (Dara - Gaspari - Bertagnolli - Di Censo - Ristori - Nocolini) [BONGIOVANNI, Bolzano, 1993]
- Nina, o sia la pazza per amore | Coro e Orchestra dell'Opernhaus di Zürich, Direttore: Adam Fischer (Cecilia Bartoli, Jonas Kaufmann, Lászlo Polgár, Juliette Galstian) [DVD - ART HAUS MUSIK]
- Socrate immaginario | Orchestra Sinfonica di Savona, Direttore: Giovanni Di Stefano (Claudia Marchi, Jolanda Auyanet, Daniela Schillaci, Domenico Colaianni) [BONGIOVANNI]
- Overtures and Symphonies | Orchestra della Svizzera Italiana, Direttore: Enrique Mazzola [DYNAMIC]
- Le due Contesse e Il duello comico | Orchestra Internazionale d'Italia, Direttore: Giuliano Carella [DYNAMIC]
- Quartetti per archi vol. 1 | Quartetto Modì (Giambattista Pianezzola, Ettore Begnis, Mauro Righini, Claudio Frigerio) [BONGIOVANNI]
- Il divertimento dei Numi | Orchestra Filarmonia Veneta, Direttore: Franco Piva (Claudia Marchi, Giampaolo Fiocchi, Alessandro Calamai, Patrizio Saudelli) [BONGIOVANNI]

2002
- Il barbiere di Siviglia | Orchestra e Coro del Teatro Lirico di Trieste, Direttore: Giuliano Carella (Pietro Spagnoli, Anna Maria dell'Oste, Luciano Di Pasquale, Antonino Siragusa, Donato Di Gioia) [DYNAMIC]

2000
- Nina, o sia la pazza per amore | Orchestra e Coro del Teatro alla Scala, Direttore: Riccardo Muti (Antonacci, Florez, Pertusi, Lombardi, Lepore, Filianoti) [RICORDI]

1998
- La Passione di Gesù Cristo | Warsaw Sinfonietta, Direttore: Wojciech Czepiel  [ARTS MUSIC]

1997
- La serva padrona | Münchner Rundfunkorchester, Fortepiano e direttore: Hans Ludwig Hirsch (Jeanne Marie Bima, Serpina - Petteri Salomaa, Uberto)
- L'amor contrastato (La Molinara) | Orchestra del Teatro Comunale di Bologna, Direttore: Ivor Bolton (Scarabelli, Matteuzzi, Praticò, Remigio, Banditelli, Lazzaretti) [BMG RICORDI]

1996
- Nina, o sia la pazza per amore | Hungarian Chamber Chorus, Concentus Hungaricus, Direttore: Hans Ludwig Hirsch (Jeanne Marie Bima, Nina - William Matteuzzi, Lindoro - Gloria Banditelli, Susanna - Alfonso Antoniozzi, Giorgio - Natale De Carolis, Conte) [ARTS MUSIC]
- The Complete Piano Concertos | English Chamber Orchestra, Dir. & violon: Stephanie Gonley - Piano: Mariaclara Monetti [ASV]

1995
- Flute Quartets | (Mazza, Palmisano, Mezzena, Magendanz) [DYNAMIC]

1993
- Don Chisciotte | Orchestra del Teatro dell'Opera di Roma, Direttore: Pier Giorgio Morandi (Paolo Barbacini, Romano Franceschetto, Maria Angeles Peters, Elena Zilio, Mario Bolognesi, Bruno Praticò) [NUOVA ERA]

1991
- La serva padrona | Orchestra da Camera di Milano, Direttore: Paolo Vaglieri (Anne Victoria Banks, Serpina - Gian Luca Ricci, Uberto) [NUOVA ERA]

1987
- Nina, o sia la pazza per amore (Patrizia Orciani, Mario Bolognesi, Alessandro Verducci, Daniela Lojarro, Maurizio Picconi, Eugenio Favano)  Orchestra Sinfonica di Piacenza, Coro Francesco Cilea | Direttore: Marcello Panni [BONGIOVANNI, Savona - 1987]

1983
- Missa Defunctorum | Orchestra del festival di Martina Franca, Direttore: Alberto Zedda (Daniela Dessì, Carmen Gonzales, Paolo Barbacini, Giorgio Tadeo) [WARNER FONIT]

1959
- Il barbiere di Siviglia | Collegium Musicum Italicum, I Virtuosi di Roma, Direttore: Renato Fasano (Graziella Sciutti, Nicola Monti, Rolando Panerai, Renato Capecchi, Mario Petri) [WALHALL Ethernity Series, Teatro Grande di Brescia]

1958
- L'amor contrastato (La Molinara) | Orchestra della RAI - Napoli, Direttore: Franco Caracciolo (Graziella Sciutti, Misciano, Lazzaro, Bruscantini, Calabrese) [ARCHIPEL]